# El Cortijuelo (Bacares)
El Cortijuelo es un despoblado español situado en el término municipal de Bacares, en la provincia de Almería. Dista 3 kilómetros de la cabecera municipal.

## Geografía

### Clima
El Cortijuelo presenta un clima estepario, clasificado como BSk.

## Historia
El Cortijuelo fue fundado como una colonia industrial de la empresa The Bacares Iron Ore Mines Ltd. para dar alojamiento a los trabajadores de las minas de hierro cercanas, tales como la Beltraneja o la mina las Grajas. Desde el pueblo partía un cable aéreo para transportar el mineral desde estas minas, además de otras más al sur, en su camino hacia la estación de Serón.
Los habitantes del lugar protagonizaron una huelga laboral en el año 1923 en protesta contra las condiciones de su trabajo.
Tras la decadencia de la minería en la zona, El Cortijuelo fue despoblándose y pasó varias décadas abandonado.